# Marnerdeich
Marnerdeich település Németországban, Schleswig-Holstein tartományban. Lakosainak száma 403 fő (2023. december 31.). Marnerdeich Marne (Holstein) községgel határos.

## Népesség
A település népességének változása:
| Lakosok száma | 299  | 395  | 404  | 402  | 401  | 416  | 403  |
|               | 1975 | 2014 | 2017 | 2019 | 2021 | 2022 | 2023 |